# Rhyssella jilinensis
Rhyssella jilinensis là một loài tò vò trong họ Ichneumonidae.